# Grote tinamoe
De grote tinamoe (Tinamus major) is een vogel behorende tot de orde van de tinamoes. Het dier leeft in Brazilië, het zuidoosten van Mexico en het oosten van Bolivia, diep in het regenwoud.

## Kenmerken
De grote tinamoe is een vogel met een grijsbruin verenkleed, een grijze kop en blauwgrijze poten. De snavel is kort en dun. De buik is wit of vaal wit, de flanken zijn zwart gebandeerd. De kruin en nek zijn roestrood gekleurd. Dit verenkleed helpt hem om zich te camoufleren. De grote tinamoe roept laat in de avond: een roep die uit drie korte tonen bestaat. Hij wordt ongeveer 44 cm groot en 1,1 kg zwaar.

## Leefwijze
De grote tinamoe voedt zich met insecten, kleine amfibieën, zaden en vruchten die hij vangt terwijl hij over de bodem loopt.

## Voortplanting
Het vogelnest is een kuiltje in de grond waar het vrouwtje ongeveer vier blauwe eieren in legt. Het mannetje broedt de eieren uit en voedt de jongen op, die na 3 weken volgroeid zijn. Daarna paart hij weer met een ander vrouwtje, en voedt hij ook die jongen op. Ondertussen heeft het vrouwtje elders weer nesten gebouwd. Een vrouwtje kan zo tot 6 nesten leggen in één broedseizoen. Het broedseizoen duurt zeer lang: van midwinter tot in de late zomer.

## Verspreiding en leefgebied
De soort telt 12 ondersoorten:
- T. m. robustus: zuidoostelijk Mexico, Guatemala, Honduras.
- T. m. percautus: zuidelijk Mexico, noordelijk Guatemala, Belize.
- T. m. fuscipennis: van noordelijk Nicaragua tot westelijk Panama.
- T. m. brunneiventris: het zuidelijke deel van centraal Panama.
- T. m. castaneiceps: zuidwestelijk Costa Rica, westelijk Panama.
- T. m. saturatus: oostelijk Panama, noordwestelijk Colombia.
- T. m. zuliensis: noordoostelijk Colombia, noordelijk Venezuela.
- T. m. latifrons: zuidwestelijk Colombia, westelijk Ecuador.
- T. m. major: van oostelijk Venezuela tot noordoostelijk Brazilië.
- T. m. serratus: noordwestelijk Brazilië.
- T. m. olivascens: het Amazonegebied van Brazilië.
- T. m. peruvianus: van zuidoostelijk Colombia tot Bolivia en westelijk Brazilië.